# 稀帶蝴蝶魚
稀帶蝴蝶魚，為輻鰭魚綱鱸形目蝴蝶魚科的其中一種。

## 分布
本魚分布於西印度洋區，包括紅海及亞丁灣等海域。

## 深度
水深4－65公尺。

## 特徵
本魚體呈方圓形，吻短，體呈白色，頭部有一橘色帶黑邊的條紋通過眼睛。體側具有數條黑色「ㄑ」字型條紋，體後側上方有一紅色寬斜帶，另外額頭及身體後半部具有深色細斑點。尾鰭上具有一紅色斑塊。體長可達14公分。

## 生態
本魚棲息在珊瑚與碎石區域上了，成對或形成小群魚群出現。肉食性，以珊瑚蟲、柳珊瑚、藻類、多毛類的蠕蟲與小型甲殼動物為食。

## 經濟利用
為高經濟價價的觀賞魚，容易飼養。